# TSF Rádio Notícias
TSF Rádio Notícias é uma emissora de radiodifusão portuguesa, de cariz informativo, com notícias de meia em meia hora.

## História
A primeira emissão da TSF (Telefónia sem fios) ocorreu a 17 de junho de 1984 e era "pirata", ou seja, não estava legalizada à época, em que, durante cerca de 4h de emissão, vão para o ar cerca de 60 depoimentos de personalidades portuguesas (entre as quais o então Primeiro Ministro, Mário Soares, e o Presidente da República, General Ramalho Eanes) defendem a abertura à iniciativa privada. Foi legalizada a 29 de fevereiro de 1988.
Os concursos para atribuição de licenças para operadores privados de radiodifusão apenas se realizaram em 1989 e a TSF foi uma das vencedoras de uma licença para uma rádio local em Lisboa. De 2008 a fevereiro de 2016, a TSF teve como director o jornalista Paulo Baldaia, tendo sido substituído por David Dinis. A partir de 1 de agosto de 2016, Arsénio Reis assumiu o comando da rádio.
Os atuais diretores são Rui Gomes como seu diretor geral e Rosália Amorim como sua diretora de informação.

## Direção da TSF
| Cargo                 | Pessoa              |
| --------------------- | ------------------- |
| Diretor Geral         | Domingos de Andrade |
| Diretor de Informação | Nuno Domingues      |

## Frequências derádio FM
- Aveiro: 107.4 FM
- Beja: 105.4 FM
- Braga: 106.9 FM
- Castelo Branco: 105.1 FM
- Coimbra: 107.4 FM
- Évora: 105.4 FM
- Faro: 101.6 FM
- Funchal: 100.0 FM
- Guarda: 106.6 FM
- Leiria: 107.4 FM
- Lisboa: 89.5 FM
- Oeste: 103.1 FM
- Ponta Delgada: 99.4 FM
- Porto: 105.3 FM
- Santarém: 107.4 FM
- Setúbal: 89.5 FM
- Viana do Castelo: 105.7 FM
- Vila Real: 107.6 FM
- Viseu: 102.5 FM